# Буялик (станція)
Буя́лик — проміжна залізнична станція Одеської дирекції Одеської залізниці на електрифікованій лінії Чорноморська — Раухівка між станціями Чорноморська (10 км) та Сербка (14 км). Розташована в с-щі Буялик Березівського району Одеської області.
Станція обслуговує Буялицький комбінат хлібопродуктів.

## Історія
Станція відкрита у 1914 році в складі дільниці Куяльник — Колосівка.
У 1971 році станція  електрифікована змінним струмом (~25 кВ) в складі дільниці Одеса-Сортувальна — Колосівка.

## Пасажирське сполучення
На станції зупиняються лише приміські електропоїзди Колосівського напрямку.